# .vg
.vg je vrhovna internetska domena (country code top-level domain - ccTLD) za Britanske Djevičanske otoke. Domenom upravlja AdamsNames.

## Vanjske poveznice
- IANA .vg whois informacija  Arhivirana inačica izvorne stranice od 21. kolovoza 2008. (Wayback Machine)